# Стретович, Иван Алексеевич
Ива́н Алексе́евич Стрето́вич (род. 6 октября 1996 года, Новосибирск, Россия) — российский гимнаст. Серебряный призёр Игр XXXI Олимпиады в Рио-де-Жанейро в командном первенстве, чемпион мира 2019 года в командном многоборье. Серебряный призёр чемпионата Европы среди юниоров в командном первенстве, победитель и многократный призёр Европейского молодёжного Олимпийского фестиваля. Заслуженный мастер спорта России.

## Биография
Иван Алексеевич Стретович родился 6 октября 1996 года в Новосибирске. Начал заниматься гимнастикой в 6 лет. Тренируется в Новосибирске, выступает за «ЦСКА». 

### Юниорская карьера
В 2010 году одержал три победы (командное многоборье, брусья, опорный прыжок), а также стал серебряным призёром в личном многоборье и двукратным бронзовым призёром (конь, перекладина) на первенстве России (в соревнованиях по программе КМС).
В 2012 году на первенстве России (КМС) стал трёхкратным победителем (в личном многоборье, командном многоборье, упражнении на коне) и четырёхкратным серебряным призёром (на перекладине, вольных упражнениях, брусьях, кольцах), таким образом Иван завоевал медали в каждой дисциплине и по итогам первенства отобрался в юношескую сборную команду России для участия в чемпионате Европы среди юниоров. На чемпионате Европы во Франции завоевал серебряные медали в командном многоборье, при этом являясь самым юным участником в команде.
В 2013 году победил на первенстве России (КМС) в личном многоборье и упражнениях на кольцах. На Европейском молодёжном Олимпийском фестивале одержал победу в упражнении на брусьях, а также завоевал серебро в командном многоборье и бронзовые медали в личном многоборье и упражнении на кольцах.

### Взрослая карьера
В 2014 году принимал участие в чемпионате мира в командном первенстве, на котором сборная России (Иван Стретович, Никита Игнатьев, Даниил Казачков, Давид Белявский, Денис Аблязин и Николай Куксенков) заняла 5-е место в финале. В финале командного турнира Иван выступал только в упражнениях на коне, набрав 14.800 балла.
В 2015 году также принимал участие в чемпионате мира в Глазго и занял 4-е место в командном первенстве.
8 августа 2016 года вместе с Никитой Нагорным, Давидом Белявским, Денисом Аблязиным и Николаем Куксенковым завоевал серебряную медаль Игр XXXI Олимпиады в Рио-де-Жанейро в командном первенстве.
9 января 2024 года объявил о завершении спортивной карьеры.

## Личная жизнь
20 мая 2024 года у Ивана Стретовича скончалась бабушка, а во время родов умер сын.

## Награды
- Медаль ордена «За заслуги перед Отечеством» I степени (25 августа 2016 года) — за высокие спортивные достижения на Играх XXXI Олимпиады 2016 года в городе Рио-де-Жанейро (Бразилия), проявленные волю к победе и целеустремлённость[5].

## Результаты
| Год  | Турнир                    | Город          | Стадия       | Опорный прыжок | Перекладина         | Параллельные брусья | Конь                | Кольца | Вольные упражнения | Многоборье  | Многоборье |
| Год  | Турнир                    | Город          | Стадия       | Опорный прыжок | Перекладина         | Параллельные брусья | Конь                | Кольца | Вольные упражнения | Командное   | Личное     |
| ---- | ------------------------- | -------------- | ------------ | -------------- | ------------------- | ------------------- | ------------------- | ------ | ------------------ | ----------- | ---------- |
| 2012 | Чемпионат Европы (юниоры) | Монпелье       | Квалификация |                |                     |                     |                     |        |                    |             |            |
| 2012 | Чемпионат Европы (юниоры) | Монпелье       | Финал        |                | 12,733 (7)          |                     |                     |        |                    | 251,094     | 82,132 (7) |
| 2014 | Чемпионат мира            | Наньнин        | Квалификация |                | 14,033 ()           | 14,400 ()           | 13,500 ()           |        |                    | 356,957 (5) |            |
| 2014 | Чемпионат мира            | Наньнин        | Финал        |                | не квалифицировался | не квалифицировался | не квалифицировался |        |                    | 266,503 (5) |            |
| 2015 | Чемпионат мира            | Глазго         | Квалификация |                | 13,366 ()           | 14,633 ()           | 14,533 ()           |        |                    | 352,692 (4) |            |
| 2015 | Чемпионат мира            | Глазго         | Финал        |                | не квалифицировался | не квалифицировался | не квалифицировался |        |                    | 268,362 (4) |            |
| 2016 | Игры XXXI Олимпиады       | Рио-де-Жанейро | Квалификация |                | 14,633 (25)         | 15,200 (20)         | 14,566 (20)         |        |                    | 269,612 (3) |            |
| 2016 | Игры XXXI Олимпиады       | Рио-де-Жанейро | Финал        |                | не квалифицировался | не квалифицировался | не квалифицировался |        |                    | 271,453     |            |